# 日本とツバルの関係
日本とツバルの関係（にほんとツバルのかんけい、英語: Japan-Tuvalu relations） では、日本とツバルの関係について概説する。概ね友好的な関係を築いている。

## 両国の比較
|                   | ツバル                             | 日本                            | 両国の差                    |
| ----------------- | ---------------------------------- | ------------------------------- | --------------------------- |
| 人口              | 11,792人（2020年）                 | 1億2583万人（2020年）           | 日本はツバルの約10,671.3倍  |
| 国土面積          | 25.9 km2                           | 37万7972 km2                    | 日本はツバルの約14,593.5倍  |
| 人口密度          | 393 人/km2（2020年）               | 345 人/km2（2020年）            | ツバルは日本の約1.1倍       |
| 首都              | フナフティ                         | 東京都                          |                             |
| 最大都市          | フナフティ                         | 東京都区部                      |                             |
| 政体              | 立憲君主制 議院内閣制              | （民主制）議院内閣制            |                             |
| 公用語            | ツバル語、英語                     | 日本語（事実上）                |                             |
| 通貨              | オーストラリア・ドル、ツバル・ドル | 日本円                          |                             |
| 国教              | なし                               | なし                            |                             |
| 人間開発指数      | 0.711                              | 0.919                           |                             |
| 民主主義指数      | －                                 | 7.99                            |                             |
| GDP（名目）       | 4885万5550米ドル（2020年）         | 4兆9754億1524万米ドル（2020年） | 日本はツバルの約101,839.3倍 |
| 一人当たり名目GDP | 4,143.1米ドル（2020年）            | 39,538.9米ドル（2020年）        | 日本はツバルの約9.5倍       |
| GDP（購買力平価） | 5192万9349米ドル（2019年）         | 5兆5043億3091万米ドル（2019年） | 日本はツバルの約105,996.5倍 |
| 一人当たり実質GDP | 4,455.5米ドル（2019年）            | 43,593.5米ドル（2019年）        | 日本はツバルの約9.8倍       |
| 経済成長率        | 9.8%（2019年）                     | 0.3%（2019年）                  |                             |
| 軍事費            | －（2020年）                       | 491億4855万米ドル（2020年）     |                             |
| 地図              |                                    |                                 |                             |

## 歴史
20世紀前半、ツバルは現在の隣国キリバスとともにイギリスの植民地「ギルバートおよびエリス諸島」を形成していた。そして第二次世界大戦ではイギリスの植民地であったことから当然大日本帝国とは対立。ギルバート諸島は日本軍によって攻略され（日本のギルバート諸島攻略）、現在のツバルにあたるエリス諸島も侵略の対象となる可能性が高かった。そのことからフナフティなどはアメリカ軍などによって最前線として、そして日本軍の侵略を予期して要塞化された。これはツバルと日本が初めて間接的な関係を持った時期と言える。ツバルの玄関口となるフナフティ国際空港はこの時に建設された軍用飛行場を商用に転用したものであり、ツバル特にフナフティにインフラにはこの時代に造営されたものも多い。なお、日本軍の進撃はギルバート諸島まででありツバルに侵略が及ぶことは結果としてなかった。
1978年10月1日、エリス諸島はイギリス連邦の一員かつ英連邦王国の「ツバル」として独立が認められた。平和的な独立であったことから日本はツバルを独立と同時に国家承認し、翌1979年4月には外交関係が樹立した。

## 外交

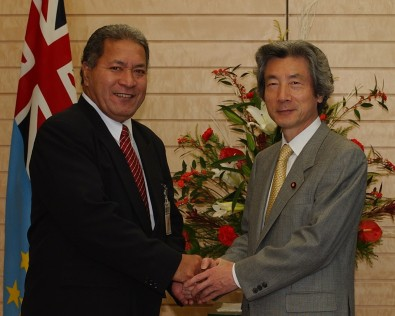
ツバルの首相サウファトゥ・ソポアンガ（左）と日本の内閣総理大臣小泉純一郎（右）（2003年12月15日、総理大臣官邸にて）

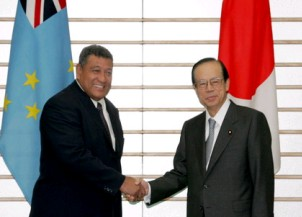
ツバルの首相アピサイ・イエレミア（左）と日本の内閣総理大臣福田康夫（右）（2007年12月6日、総理大臣官邸にて）

### 二国間関係
日本が経済的に有数の大国である一方、ツバルは独立国として最もGDPが低い国である（いわゆるミニ国家）。またツバルは地理的に隔絶されている。そのことから経済的・文化的・人的な交流は乏しい。しかし日本は世界第5位の二酸化炭素排出国である一方、ツバルは地球温暖化による海面上昇で21世紀中に水没する可能性が取沙汰されており、環境分野では一定の交流を持つ。また外交上の問題は存在していないため、概ね友好的な関係を築けている。
なお、ツバルは規模の小さい国家である。そのため両国ともに単独の大使館は開設されておらず、在ツバル日本国大使館は在フィジー日本国大使館が兼轄する。一方でツバルは日本に大使館を未設置である。ただし新宿区西新宿には在東京ツバル名誉総領事館が設置されていて、日本はツバルが総領事館を設置する数少ない国の一つである。

### 日本要人のツバル訪問
第3次小泉内閣で環境大臣を務めていた小池百合子が2006年8月にツバルおよびフィジーを訪問し、気候変動や地球温暖化、海面上昇などについてツバル首相のマアティア・トアファと議論した。これは環境大臣として、また日本の閣僚として初めてのツバル訪問であった。その後、2008年1月には福田康夫内閣で環境大臣を務めた鴨下一郎がツバルを訪問しツバル首相のアピサイ・イエレミアと、2013年9月には第2次安倍内閣で環境大臣を務めた石原伸晃がツバルを訪れてツバル首相のエネレ・ソポアンガと会談を実施、環境問題について議論を交わしている。
一般的に外交は外務省が担うものの、ツバルは地球温暖化の影響を強く受けているというその特性上、上記したように環境省との交流が多い。ただし2019年には鈴木憲和外務大臣政務官が総理特使として太平洋諸島フォーラム域外国対話に出席するため、フィジーやソロモン諸島およびカンボジアと並んでツバルを訪問した。外務省の要人としては初めてのツバル訪問であった。
また2007年には東京都知事であった石原慎太郎がツバルを訪問した。ツバルは海面上昇の影響を最も強く受ける国であるが、東京も海抜0メートル地点が多く海面上昇が進めば水没が想定される地域も多くあり、この訪問はその対応策を視察し意見を交換するためのものであった。

### ツバル要人の訪日
日本とツバルは国土面積こそ大きく違えど同じく太平洋に浮かぶ島国であることから、ともに日本・太平洋諸島フォーラム首脳会議（通称は太平洋・島サミット）に参加している。ツバルの首脳はこれに参加する際、日本を訪問することが多い。
近年のツバル首相としては2003年12月にサウファトゥ・ソポアンガが訪日し小泉純一郎と首脳会談を実施。2006年5月にはマアティア・トアファが第4回太平洋・島サミットのために訪日。2007年12月にはアピサイ・イエレミアとその夫人が実務訪問賓客として訪日し当時内閣総理大臣を務めていた福田康夫と首脳会談を実施している。2009年には再びアピサイ・イエレミアが訪日し麻生太郎と首脳会談を実施。2012年にはウィリー・テラヴィが訪日し野田佳彦と首脳会談を実施。2015年と2018年にはエネレ・ソポアンガが訪日しいずれも安倍晋三と首脳会談を実施している。これら首脳会談はいずれも太平洋・島サミット出席と連携して行われたもので、主な議題は地球温暖化や海面上昇などの環境問題、もしくは捕鯨問題や北朝鮮情勢、「自由で開かれたインド太平洋」戦略などについてであった。
またコロナ禍であったため訪日を伴わなかったものの、2021年には内閣総理大臣であった菅義偉がツバル首相のカウセア・ナタノとテレビ電話による首脳会談を実施。第9回太平洋・島サミットで日本とツバルは共同議長国を務めることから、それに向けた協力関係が示された。

## 経済関係
貿易面において、ツバルへの輸出は26.3億円に対しツバルからの輸入は0.46億円と低額に留まっており、関係性は希薄と言える。それは国土が小さく経済的自立が困難で、かつ海抜が低いため農業に適した土地が少ないという地理的特性上、ツバルの産業基盤が脆弱であることがやはり影響している。主要な輸出品はツバルではほぼ生産できない工業製品、主要な輸入品目は魚介類となっている。また2019年の外務省による海外進出日系企業拠点数調査によれば、ツバルに進出している日系企業は一社も存在しない。
一方で経済援助の面では、日本はツバルにとってオーストラリアなどと並ぶ最も重要な経済援助国であり続けている。近年の主要な政府開発援助は以下の通り。ツバルは産業基盤が脆弱であるため大規模な円借款事業は行われておらず、無償資金協力が主である。
- 「ツバル国におけるエコシステム評価及び海岸防護・再生計画調査(2009年‐2011年)」‐技術協力。ツバルの全人口の約45パーセントが生活するフォンガファレ島の海岸浸食の現状を評価し、海岸防護・再生のための方策を立案するとともに、海岸管理のための組織・コミュニティの能力強化を支援[40]。
- 「海面上昇に対するツバル国の生態工学的維持(2009年‐2014年)」‐技術協力。島の形成・維持メカニズムの解明とそれに基づく対策の提案を行うとともに、沿岸環境、生態系を継続的にモニタリングする体制の整備と人材育成を支援[41]。
- 「沿岸災害対応のための礫養浜パイロットプロジェクト(2012年‐2016年)」‐技術協力。ツバルで調達可能なサンゴ礫、サンゴ砂を用いた養浜工法による海岸保全対策を試験的に施工し、同工法の効果モニタリングや維持管理手法の検討を実施[42]。
- 「フナフチ環礁電力供給施設整備計画(2005年、9.25億円)」‐無償資金協力。学校や病院、政府機関やオフィスなどが集積する首都フナフティにおける停電の解消および安定した電力供給への支援[43]。
- 「フナフチ港改善計画(2007年、9.32億円)」‐無償資金協力。ツバルのフナフティ港は船舶の接岸係留が可能な唯一の施設であり、島間移動および貨物の集積拠点として国民の生活を支える重要な役割を果たしている。その一方で老朽化が進んでおり、その改善の支援[44]。
- 「中波ラジオ放送網防災整備計画(2010年、8.01億円)」‐無償資金協力。島嶼国であり各環礁島が首都を中心に広域に分布しているツバルでは、ラジオ放送が教育・福祉・経済などの住民の社会経済生活に必要な情報に関する唯一の伝達手段になっており、それを利用した防災能力の向上に貢献[45]。
- 「モトフォウア高等教育施設整備計画(2011年、6.92億円)」‐無償資金協力。ツバル唯一の公立高等教育機関であるモトフォウア高等教育学校において、一般教室や特別教室、学生寮などの建物の改修・拡充と、教育用機材の整備を支援[46]。
- 「貨物旅客兼用船建造計画(2013年、15.44億円)」‐無償資金協力。総重量1337トンの貨客船1台を建造・整備し、また運行に必要な機材・資源の調達を支援するもの。これによりツバル国内における人員や物資の輸送を円滑化・安定化させる。ツバルに対する最大の無償資金協力であった[47]。
- 「離島開発用多目的船建造計画(2018年、4.63億円)」‐無償資金協力。漁業支援船の代替船として貨客輸送にも対応した多目的船を建造し、同国の基幹産業たる水産業および日常生活に必要不可欠な海上輸送のシステムを拡充する[48]。

漁業面での結びつきは強く、日本の漁船はツバルまで赴き遠洋漁業を行う。1986年には日・ツバル漁業協定が、1990年には民間漁業協定（1991年失効、その後1994年に再開）が締結された。
ディーゼル発電に依存し資源が少ないツバルとはエネルギー面でも協力関係にあり、2007年5月28日には関西電力が5,000万円をかけて出力40kWの太陽光発電設備を首都フナフティのサッカー場に設置すると発表し、同年9月着工、2008年2月に運転開始した。

## 文化交流
2020年時点で外務省調査によれば在留邦人は0名、一方で法務省調査で在日ツバル人はわずか4名であり、民間での交流はごく小規模に留まっている。
2001年9月28日には特定非営利活動法人日本ツバル交流協会が設立され、これが日本とツバルの文化交流を促進している。

## 外交使節

### 駐ツバル日本大使
駐フィジー日本大使が兼轄

### 駐日ツバル大使
なし